# SOE en Allemagne
 (septembre 2022).
Si vous disposez d'ouvrages ou d'articles de référence ou si vous connaissez des sites web de qualité traitant du thème abordé ici, merci de compléter l'article en donnant les références utiles à sa vérifiabilité et en les liant à la section « Notes et références ».
Le Special Operations Executive (« Direction des opérations spéciales ») est un service secret britannique qui opéra pendant la Seconde Guerre mondiale dans tous les pays en guerre, y compris en Extrême-Orient. 

## Histoire
En raison des dangers et de l'hostilité de la population, le SOE ne mène que peu d'opérations en Allemagne même. La section Allemagne et Autriche, conduite par le Lt-Col. Ronald Thornley pendant la plus grande partie de la guerre, s'implique surtout dans la propagande noire et le sabotage administratif, en collaboration avec la section allemande du Political Warfare Executive (PWE). Après le jour J, la section est réorganisée et agrandie, avec à sa tête le General Sir Gerald Templer et comme adjoint Thornley. Plusieurs opérations majeures sont planifiées, notamment Foxley, le plan pour assassiner Hitler près du Berghof, et Periwig, un plan ingénieux simulant l'existence de mouvements de résistance anti-nazi à une grande échelle à l'intérieur de l'Allemagne. Foxley n'est pas réalisé, mais Periwig continue malgré les restrictions imposées par le MI6 et SHAEF. Plusieurs prisonniers de guerre allemands sont entraînés comme agents en vue de prendre contact avec la résistance anti-nazi et pour réaliser des sabotages. Ils sont ensuite parachutés en Allemagne, avec l'espoir qu'ils se rendent ou qu'ils soient capturés par la Gestapo et lui révèlent leur mission supposée. De fausses transmissions radio codées sont diffusées vers l'Allemagne ; on admet aussi que différents éléments de l'attirail des agents, comme des livres de codes ou des récepteurs radio, tombent entre les mains des autorités allemandes.